# Danno estetico
Il danno estetico è una definizione nel campo del diritto, che indica la modificazione peggiorativa dell'aspetto esteriore della persona suscettibile di valutazione medico-legale, ovvero l'alterazione fisionomica e/o fisiognomica dei tratti somato-espressivi dell'individuo a potenziale valenza patrimoniale quando il danneggiato ha un pregiudizio economico, per cui egli non trae più lucro dall'esibizione della propria immagine nelle pubbliche relazioni ed extrapatrimoniale o morale, quando il danno subito crea disagio e sofferenza psicologica con compromissione della vita di relazione. È la tematica centrale della dermatologia legale.